# Marathon van Seoel 2002
De marathon van Seoel 2002 werd gelopen op zondag 17 maart 2002. Het was de 58e editie van de marathon van Seoel. De Japanner Atsushi Fujita kwam als eerste over de streep in 2:11.22. De Chinese Wei Yanan won bij de vrouwen in 2:25.06.

## Uitslagen

### Mannen
| rang   | naam                | land | tijd    |
| ------ | ------------------- | ---- | ------- |
| Goud   | Atsushi Fujita      | JPN  | 2:11.22 |
| Zilver | Kamal Ziani         | ESP  | 2:11.42 |
| Brons  | Jin-Soo Lim         | KOR  | 2:12.41 |
| 4      | Gert Thys           | RSA  | 2:12.46 |
| 5      | Yoshiteru Morishita | JPN  | 2:13.03 |
| 6      | Giacomo Leone       | ITA  | 2:14.02 |
| 7      | Driss El Himer      | FRA  | 2:14.57 |
| 8      | Nobuhiko Chiba      | JPN  | 2:16.10 |
| 9      | Gregorio Dominquez  | MEX  | 2:18.02 |
| 10     | Rik Ceulemans       | BEL  | 2:18.11 |
| 11     | Young-Im Baek       | KOR  | 2:18.12 |
| 12     | Keun-Hyung Cho      | KOR  | 2:18.14 |
| 13     | Toshiyuki Higuchi   | JPN  | 2:18.38 |

### Vrouwen
| rang   | naam           | land | tijd    |
| ------ | -------------- | ---- | ------- |
| Goud   | Wei Yanan      | CHN  | 2:25.06 |
| Zilver | Mi-Ja Oh       | KOR  | 2:33.13 |
| Brons  | Yun-Hee Chung  | KOR  | 2:33.22 |
| 4      | Kyung-Hee Choi | KOR  | 2:34.21 |
| 5      | Kyung-Hee Im   | KOR  | 2:35.23 |
| 6      | Eun-Ju Kwon    | KOR  | 2:36.20 |
| 7      | Sun-Suk Yun    | KOR  | 2:37.41 |
| 8      | Ikuyo Goto     | JPN  | 2:41.36 |
| 9      | Jung-Sook Park | KOR  | 2:41.58 |

1964 ·
1965 ·
1966 ·
1967 ·
1968 ·
1969 ·
1970 ·
1971 ·
1972 ·
1973 ·
1974 ·
1975 ·
1976 ·
1977 ·
1978 ·
1979 ·
1980 ·
1981 ·
1982 ·
1983 ·
1984 ·
1985 ·
1986 ·
1987 ·
1988 ·
1989 ·
1990 ·
1991 ·
1992 ·
1993 ·
1994 ·
1995 ·
1996 ·
1997 ·
1998 ·
1999 ·
2000 ·
2001 ·
2002 ·
2003 ·
2004 ·
2005 ·
2006 ·
2007 ·
2008 ·
2009 ·
2010 ·
2011 · 
2012 · 
2013 · 
2014 · 
2015 · 
2016 ·  
2017